# Suzuki Tsubasa
Suzuki Tsubasa (sinh ngày 4 tháng 11 năm 1990) là một cầu thủ bóng đá người Nhật Bản.

## Sự nghiệp câu lạc bộ
Suzuki Tsubasa đã từng chơi cho SC Sagamihara và Tochigi Uva FC.